# 大連湾駅
大連湾駅（だいれんわんえき）は中華人民共和国遼寧省大連市甘井子区に位置する大連地下鉄3号線の駅である。

## 駅構造
- 相対式ホーム2面2線の高架駅。

| 3号線のりば | 相対式ホーム            |
| 3号線のりば | ←3号線 大連方面         |
| 3号線のりば | 3号線 金石灘・九里方面→ |
| 3号線のりば | 相対式ホーム            |

## 駅周辺
- 大連湾郵政局

※ちなみに、駅名になっている大連湾は当駅から2km以上離れている。

## 歴史
- 2003年5月1日 - 開業。

## 隣の駅
大連公交客運集団有限公司
■大連地下鉄3号線
後塩駅 - 大連湾駅 - （快軌車両段駅） - 金馬路駅